# Yūta Abe (zapaśnik)
Yūta Abe (jap. 阿部侑太 Abe Yūta; ur. 17 października 1996) – japoński zapaśnik walczący w stylu wolnym. Zajął piąte miejsce na mistrzostwach Azji w 2019. Czwarty w Pucharze Świata w 2019 roku.